# Бухарест-Отопені
Міжнародний аеропорт Бухареста імені Анрі Коанди (рум. Aeroportul Internațional Henri Coandă București) (IATA: OTP, ICAO: LROP) є найбільш завантаженим міжнародним аеропортом в Румунії. Розташований в Отопені, 16,5 км на північ від центру міста. Один з двох, що обслуговують столицю країни. Інший аеропорт ―  ім. Аурела Влайку, котрий регулярні рейси на даний момент не обслуговує.
Летовище найменоване на честь румунського авіатора-першопрохідника Анрі Коанди, конструктора аероплана Coandă-1910 та відкривача ефекту Коанда у струменевій логіці. Попередня назва (до травня 2004 р.) ― «Міжнародний аеропорт Отопені» (рум. Aeroportul Internațional București Otopeni).
Анрі Коанда служить домашнім аеропортом для румунської національної авіакомпанії TAROM. Також є базою для лоу-кост компаній Blue Air, Ryanair та Wizz Air. Керований Національною компанією аеропортів Румунії (рум. Compania Națională Aeroporturi București S.A.). Також летовище обслуговує 90-ту авіатранспортну базу Повітряних сил Збройних сил Румунії (C-130B/H Hercules, C-27J Spartan, Ан-30, IAR-330L/M).

## Інфраструктура[5]

### Система точної посадкидляЗПС:
08R ― категорія IIIb
26L ― категорія II
08L ― категорія IIIa
26R ― категорія II

### Статистичні дані
Терміналів: 2
Протипожежна система: CAT 9 OACI
Загальна площа аеропорту: 605 га
Перони: 2 + 1 для загальної авіації, площа всіх 274 800 м2.
Стоянок ПС: 45 + 5 для ЗА
Загальний паркінг: 1849 паркомісць (669 ― для довготривалої стоянки)
Продуктивність порту:
- 39 операцій ПС/год

- 6 000 000 пас/рік (B Services Level)
- 2300 пас/год піковий період
- 104 стійок для реєстрації
- 38 виходів на посадку (14 телетрапів і 24 звичайних)
- 6 конвеєрів для отримання багажу

## Авіакомпанії та напрямки (вересень 2022)

### Пасажирські
| Авіакомпанія                  | Пункт призначення |
| ----------------------------- | --- |
| Aegean Airlines               | Афіни |
| Air Bucharest                 | Сезонний чартер: Анталія, Бодрум, Енфіда-Хаммамет, Хургада, Шарм-ель-Шейх |
| Air France                    | Париж-Шарль де Голль |
| Air Moldova                   | Кишинів |
| Air Serbia                    | Белград |
| Animawings                    | Сезонний: Іракліон, Пальма-де-Мальорка, Родос, Закінф Сезонний чартер: Агадір, Крабі, Марракеш, Момбаса, Пхукет, Занзібар |
| Arkia                         | Сезонний: Тель-Авів |
| Austrian Airlines             | Відень |
| Blue Air                      | Амстердам, Афіни, Барселона, Бірмінгем (поновлюється 1 жовтня 2022), Брюссель, Валенсія, Катанія, Клуж-Напока, Копенгаген, Дублін, Дюссельдорф, Мадейра, Гамбург, Гельсінкі, Ясси, Ларнака, Лісабон, Ліверпуль (поновлюється 3 жовтня 2022), London–Heathrow, Ліон, Мадрид-Барахас, Малага, Мілан-Лінате, Мюнхен, Неаполь, Ніцца, Орадя, Осло-Гардермуен, Париж-Шарль де Голль, Прага, Стокгольм-Арланда, Штутгарт, Сучава, Тель-Авів, Тімішоара, Флоренція, Франкфурт (з 2 жовтня 2022), Сезонний: Аліканте, Більбао, Бордо, Ханья, Корфу, Дубай, Дубровник, Іракліон, Ібіса, Кефалінія, Міконос, Ольбія, Пальма-де-Мальорка, Порту, Актіон, Родос, Санторіні, Севілья, Скіатос, Тенерифе-Південний, Закінф, Сарагоса (з 1 жовтня 2022) Сезонний чартер: Анталія, Ханья, Хургада, Кіттіля |
| British Airways               | Лондон-Гітроу |
| Corendon Airlines             | Сезонний: Анталія |
| Croatia Airlines              | Сезонний: Спліт |
| Egyptair                      | Сезонний чартер: Хургада, Шарм-ель-Шейх |
| El Al                         | Тель-Авів |
| Eurowings                     | Дюссельдорф, Штутгарт |
| flydubai                      | Дубай |
| GullivAir                     | Сезонний чартер: Маттала, Ла-Романа, Мале, Пхукет (з 28 жовтня 2022) |
| HiSky                         | Клуж-Напока, Тімішоара, Тель-Авів |
| KLM                           | Амстердам |
| LOT Polish Airlines           | Варшава-Шопен |
| Lufthansa                     | Мюнхен, Франкфурт |
| Luxair                        | Люксембург |
| Pegasus Airlines              | Анкара, Стамбул-Сабіха Гьокчен Сезонний: Анталія |
| Qatar Airways                 | Доха |
| Ryanair                       | Бергамо, Берлін-Бранденбург, Бірмінгем, Болонья, Бристоль, Брюссель-Шарлеруа, Відень, Дублін, Единбург, Генуя, Лондон-Станстед, Мадрид-Барахас, Мальта, Манчестер, Марсель, Мілан-Мальпенса, Неаполь, Палермо, Пафос, Перуджа, Пескара, Піза, Рим-Чіампіно, Тель-Авів, Салоніки, Тімішоара, Тревізо, Сезонний: Амман, Задар, Корфу, Пальма-де-Мальорка, Софія, Ханья |
| Swiss International Air Lines | Цюрих |
| TAROM                         | Амман, Амстердам, Афіни, Бая-Маре, Барселона, Бейрут, Белград, Брюссель, Будапешт, Відень, Каїр, Кишинів, Клуж-Напока, Стамбул, Лондон-Гітроу, Мадрид-Барахас, Мюнхен, Орадя, Париж-Шарль де Голль, Прага, Рим-Ф'юмічіно, Сату-Маре, Софія, Сучава, Тель-Авів, Салоніки, Тімішоара, Франкфурт, Ясси Сезонний: Ніцца Сезонний чартер: Анталія, Бодрум, Іракліон, Закінф, Родос, Скіатос, Хургада, Шарм-ель-Шейх |
| Turkish Airlines              | Стамбул |
| Wizz Air                      | Абу-Дабі, Альгеро, Аліканте, Барселона, Барі, Базель-Мюлуз-Фрайбург, Бове-Тільє, Бергамо, Біллунн, Бірмінгем, Болонья, Валенсія, Відень, Кастельйон, Катанія, Брюссель-Шарлеруа, Копенгаген, Донкастер-Шеффілд, Дортмунд, Дубай, Единбург, Ейндговен, Женева, Гран-Канарія, Лісабон, Ліверпуль, Лондон-Гатвік, Лондон-Лутон, Ліон, Мадрид-Барахас, Малага, Мальме, Мальта, Меммінген, Неаполь, Ніцца, Нюрнберг, Піза, Рим-Ф'юмічіно, Осло-Торп, Сантандер, Сарагоса, Севілья, Стокгольм-Скавста, Тель-Авів, Тенерифе-Південний, Тревізо, Турин Сезонний: Акаба, Корфу, Дубай, Іракліон, Міконос, Пальма-де-Мальорка, Актіон, Санторіні, Закінф |

### Вантажні
| Авіакомпанія  | Пункт призначення              |
| ------------- | ------------------------------ |
| DHL Aviation  | Лейпциг/Галле, Мілан-Мальпенса |
| Turkish Cargo | Стамбул                        |
| UPS Airlines  | Кельн/Бонн                     |